# Айос-Василиос (Лакония)
Айос-Василиос (греч. Άγιος Βασίλειος) — бывший микенский дворец, место раскопок которого располагается недалеко от деревни Ксерокамби в Лаконии, Греция (оригинальное название пока не установлено). Был обнаружен после того, как табличка с линейным письмом B была случайно найдена на склоне холма, недалеко от византийской часовни Святого Василия в 2008 году; ещё два фрагмента таблички были обнаружены при обследовании, проведенном в том же году. Раскопки, проведенные Археологическим обществом Афин под руководством археолога Адамантии Василогамвру, начались в 2009 году и выявили дворцовый комплекс с большим центральным двором и портиками с колоннадами по бокам. Этот дворец был впервые построен в 17-16 веках до нашей эры, разрушен в конце 15-начале 14 веков до нашей эры, перестроен и, наконец, снова разрушен в конце 14 или начале 13 века до нашей эры. Находки включают архив табличек с линейным письмом Б, хранящийся в комнате, примыкающей к колоннаде; предметы культа, такие как фигурки из глины и слоновой кости; коллекция из двадцати бронзовых мечей; и фрагменты настенных росписей. Открытие дворца Айос Василиос было выбрано Шанхайским археологическим форумом 2013 года в качестве одного из 10 самых важных археологических открытий в мире.